# Persona 5 Strikers
Persona 5 Strikers, pubblicato in Giappone e in Asia come Persona 5 Scramble: The Phantom Strikers (ペルソナ5 スクランブル ザ ファントム ストライカーズ?, Perusona Faibu Sukuranburu: Za Fantomu Sutoraikāzu), è un videogioco di ruolo d'azione sviluppato da Omega Force e P-Studio e pubblicato da Atlus. Si tratta di un crossover tra la serie di videogiochi Dynasty Warriors di Koei Tecmo's e la serie Persona di Atlus. La trama di gioco è ambientata sei mesi dopo gli eventi di Persona 5, e vede Joker e i Ladri Fantasma investigare nuovamente su una serie di misteriosi eventi che stanno colpendo le persone in Giappone.
Persona 5 Strikers è stato pubblicato in Giappone per Nintendo Switch e PlayStation 4 nel febbraio 2020, in seguito distribuito globalmente per le altre console e Windows nel febbraio 2021, riscuotendo una valutazione positiva dalla critica e vendendo oltre 2 milioni di copie a novembre 2023.

## Modalità di gioco
La modalità di gioco di Persona 5 Strikers è un crossover tra l'hack and slash e il gioco di ruolo. Prende molti elementi dalle serie Dynasty Warriors e Persona, rispettivamente il combattimento in tempo reale dal primo e l'interfaccia del combattimento a turni del secondo.
Joker, il protagonista, è in grado di sfruttare il potere di più Persona, ottenibili tramite drop casuali o sconfiggendo specifici mini-boss nei sotterranei. Una volta portati nella Velvet Room possono essere fuse per crearne dei nuovi. 
Il sistema dei Confidanti di Persona 5 è assente, al suo posto ci sono le richieste, una sorta di missioni secondarie, e il sistema del Legame, il quale permette dopo essere saliti di livello dei bonus per aumentare le statistiche. Il Legame può essere aumentato interagendo con i membri del gruppo, vincendo battaglie e facendo progredire la storia di gioco.
Il giocatore può formare un gruppo di quattro componenti attivi, con Joker come unico personaggio non rimovibile, fuori dalla battaglia possono essere scambiati con quelli a riposo. Nel mondo reale l'unico personaggio controllabile è Joker, mentre durante l'esplorazione dei dungeon è possibile controllare ogni membro del gruppo. L'esplorazione dei dungeon è simile a quella di Persona 5, dove i giocatori possono agire silenziosamente per cogliere di sorpresa i nemici, e risolvere degli enigmi per proseguire. Torna anche il "Terzo Occhio" da Persona 5, che permette di evidenziare la forza dei nemici e gli oggetti interattivi. Presente anche il livello di allerta, che al raggiungimento del 100% costringe il giocatore a lasciare il dungeon. Può essere abbassato vincendo battaglie o lasciando il dungeon. A differenza della serie principale, lasciare il dungeon non comporta l'avanzamento del tempo, non risultando deleterio per il giocatore.
Le battaglie principalmente iniziano quando il giocatore entra in contatto con un nemico, dove può coglierlo di sorpresa per avere un vantaggio in combattimento. Ora gli scontri sono dei combattimenti in tempo reale, tuttavia è utilizzabile un menù, che mette momentaneamente in pausa la battaglia, per il posizionamento delle abilità tattiche dei Persona.

## Sviluppo
Lo sviluppo di Persona 5 Strikers inizia attorno all'uscita giapponese di Persona 5 nel settembre 2016, conosciuto come Persona Warriors. Viene annunciato come Persona 5 S il 2 aprile 2019, per poi essere rivelato completamente il 25 aprile 2019. È stato co-sviluppato dallo studio Omega Force di Koei Tecmo e dal P-Studio di Atlus, e pubblicato per Nintendo Switch e PlayStation 4 in Giappone il 20 febbraio 2020 come Persona 5 Scramble:The Phantom Strikers. La produzione è affidata a Daisuke Kaneda e Kenichi Ogasawara, la colonna sonora invece è composta da Atsushi Kitajoh di Atlus e Ayana Hira e Gota Masuoka di Koei Tecmo. Una demo è stata resa disponibile il 6 febbraio.
Un'edizione da collezione chiamata "Treasure Box" includeva il gioco, la colonna sonora, un disco Blu-ray con la creazione della sigla, l'artbook, un asciugamano, una borsa da viaggio e un pacchetto di nuove illustrazioni. Con il pre-ordine del gioco si riceveva un set di contenuti scaricabili musicali da riprodurre nel gioco. Inoltre, se presenti dei dati di salvataggio di Persona 5 o Persona 5 Royal sulla propria PlayStation 4, o dei salvataggi di Super Smash Bros Ultimate sulla propria Switch, si sbloccano dei brani musicali aggiuntivi. Le versioni del gioco sono state distribuite da Sega nel sud-est asiatico, Hong Kong, Taiwan e Corea del Sud il 18 giugno 2020, mentre per il resto del mondo e su Windows il 23 febbraio 2021.
L'inizio delle registrazioni per il doppiaggio in inglese del gioco era previsto per aprile 2020, prima di essere posticipato a causa della pandemia COVID-19. Successivamente i doppiatori hanno ricevuto l'attrezzatura da Atlus in modo da poter lavorare da casa.

## Accoglienza
| Testata                                | Versione | Giudizio |
| -------------------------------------- | -------- | -------- |
| Metacritic (media al 25 novembre 2023) | NS       | 81/100   |
| Metacritic (media al 25 novembre 2023) | PC       | 76/100   |
| Metacritic (media al 25 novembre 2023) | PS4      | 83/100   |
| Destructoid                            | -        | 8.5/10   |
| Famitsu                                | -        | 36/40    |
| Game Informer                          | -        | 8.5/10   |
| GameSpot                               | -        | 8/10     |
| IGN                                    | -        | 8/10     |
| Nintendo Life                          | -        | 8/10     |
| Nintendo World Report                  | -        | 7.5/10   |
| PC Gamer (US)                          | -        | 63/100   |

Persona 5 Strikers è stato accolto in modo favorevole dalla critica, secondo Metacritic.
Michael Highman di GameSpot ha dato una valutazione di 8/10.

### Vendite
Persona 5 Strikers ha venduto 162.410 unità durante la prima settimana in Giappone, di cui 115.995 su PlayStation 4 e 46.415 su Switch. Ciò ha reso la versione PS4 il gioco più venduto in Giappone in quella settimana, mentre la versione Switch è stato il secondo gioco fisico più venduto durante la medesima settimana.
La versione asiatica è stata nelle prime cinque posizioni in Taiwan e Corea del Sud per entrambe le piattaforme, vendendo oltre 480.000 unità in tutta l'Asia a luglio 2020. A dicembre di quell'anno aveva raggiunto le 500.000 unità in tutta l'Asia.
Negli Stati Uniti Persona 5 Strikers è stato il terzo gioco più venduto di febbraio 2021, dopo Super Mario 3D World + Bowser's Fury e Call of Duty: Black Ops Cold War.
A novembre 2023, il gioco ha venduto un totale di 2 milioni di unità.